# Petticoat affair

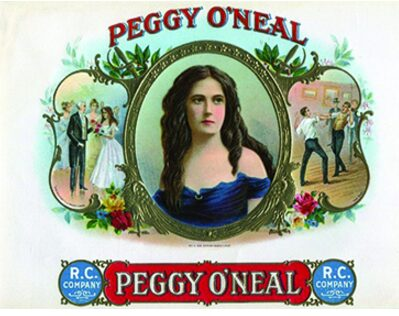
Peggy O'Neal Eaton.

Petticoat affair ("Underkjolsaffären') var en politisk skandal som ägde rum i Washington, D.C. i USA 1829–1831. Ett antal makar till ministrar ur president Andrew Jacksons regering utsatte under denna tid en annan ministers fru, Peggy Eaton, för social mobbning på grund av hennes påstådda äktenskapsbrott, vägran att anpassa sig till dåtida konventioner och omständigheterna kring hennes äktenskap. Konflikten ledde till en regeringskris när alla utom en av regeringens medlemmar till slut avgick på grund av den.